# Link Access Procedures, D channel
Nella rete di telecomunicazioni Integrated Services Digital Network (ISDN), il Link Access Procedures, D channel (abbreviato LAPD) rappresenta una parte di un protocollo di comunicazione, il quale assicura che le informazioni trasferite siano esenti da errori e vengano elaborate nella sequenza corretta. 
LAPD è un protocollo di secondo livello nello stack di protocolli ISDN riferito al canale D (il canale ISDN sul quale vengono trasportate le informazioni di controllo e di segnalazione).
Gli standards LAPD sono specificati nelle raccomandazioni ITU-T Q.920 and Q.921. I suoi sviluppi sono stati ampiamente basati sul protocollo HDLC.  